# Sexo anónimo
El sexo anónimo es una forma de sexo ocasional entre personas que tienen poca o nada de historia entre sí, a menudo con una participación sexual el mismo día de haberse conocido y por lo general nunca volver a verse después. El internet es también el principal vehículo para que las personas tengan sexo anónimo. El sexo anónimo a veces puede ser considerado una forma de prostitución cuando se trata de un intercambio de dinero o drogas por sexo.
Algunas personas practican el sexo anónimo debido a la emoción del acto.